# Rehlingen-Siersburg
Rehlingen-Siersburg là một đô thị ở huyện Saarlouis, bang Saarland, Đức. Đô thị Rehlingen-Siersburg có diện tích 61,16 km². Đô thị này nằm bên sông Saar, cự ly khoảng 8 km về phía tây bắc của Saarlouis, và 30 km về phía tây bắc của Saarbrücken.